# Kembata
La zone Kembata est une zone d'Éthiopie rattachée à la région Éthiopie du Centre. Son chef-lieu est Durame.
Initialement connue sous le nom de « Kembata Alaba Tembaro » puis de « Kembata Tembaro », elle a  fait partie de la région des nations, nationalités et peuples du Sud jusqu'en août 2023, son territoire s'étendant à l'actuelle zone Halaba jusqu'au début des années 2000 et à l'actuel woreda spécial Tembaro jusqu'en 2023.

## Géographie
Limitrophe de la zone Wolayita de la région Éthiopie du Sud, la zone Kembata est bordée dans la région Éthiopie du Centre par le woreda spécial Tembaro à l'ouest, par la zone Hadiya à la fois au nord et au sud-est, et par la zone Halaba au nord-est.

## Histoire

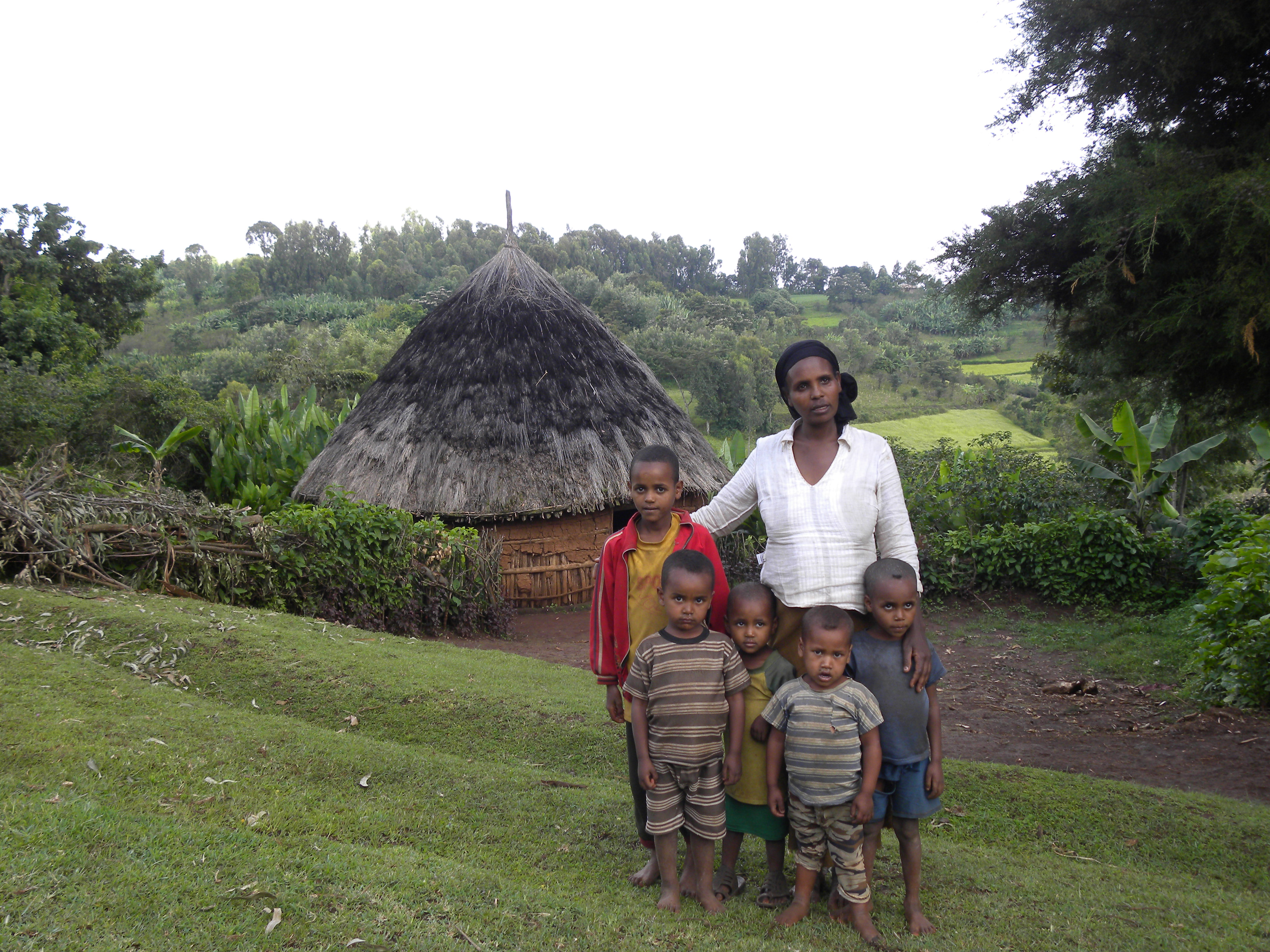
Famille du Kembata Tembaro devant un tukul.

La zone Kembata reprend la partie centrale d'une ancienne zone de la région des nations, nationalités et peuples du Sud appelée « Kembata Alaba Tembaro » qui regroupait Kembata, Alaba et Tembaro au début des années 2000.
Le woreda Alaba ayant obtenu le statut de  woreda spécial qui le rattache directement à la région, la zone prend le nom de « Kembata Tembaro » de la fin des années 2000 au début des années 2020,,,, toutefois ce nom s'écrit aussi sous d'autres formes telles que Kembata Timbaro ou Kambata Tambaro.
La zone Kembata Tembaro rejoint la région Éthiopie du Centre en août 2023 à la dissolution de la région des nations, nationalités et peuples du Sud. Elle perd à cette occasion, ou peu après, le woreda Tembaro qui obtient à son tour le statut de woreda spécial. La zone restante porte simplement le nom de Kembata.

## Woredas
Lors du recensement national de 2007, la zone Kembata Tembaro est composée de huit woredas :
Angacha,
Damboya,
Doyogena,
Durame,
Hadero Tunto,
Kacha Bira,
Kedida Gamela et
Tembaro,.
Elle conserve son unité et sa composition jusqu'à la fin des années 2010.
Trois nouveaux woredas apparaissent au début des années 2020 : Adilo (district détaché de Kedida Gambela), Hadero (ville détachée de Hadero Tunto), Shinshincho ou Shinshicho (ville détachée de Kacha Bira),.
Le woreda Tembaro quitte finalement la zone lorsqu'il obtient le statut de woreda spécial, probablement en 2023 à la création de la région Éthiopie du Centre[réf. souhaitée], les dix woredas restants formant l'actuelle zone Kembata.

## Démographie
Le recensement national de 2007 fait état, dans la zone Kembata Tembaro, d'une population de 680 837 habitants dont 97 797 citadins.
En 2022, la population est estimée sur le même périmètre à 1 021 421 personnes avec une densité de population de 753 personnes par km2 et 1 356 km2 de superficie.
| Woreda 2007   | Population 2007 | Estimation 2022 | Superficie | Agglomérations,       |
| ------------- | --------------- | --------------- | ---------- | --------------------- |
| Angacha       | 88 083          | 124 035         | 153 km2    | Anigacha              |
| Damboya       | 82 622          | 118 721         | 163 km2    | Diniboya              |
| Doyogena      | 78 634          | 111 623         | 131 km2    | Doyo Gena             |
| Durame        | 24 472          | 65 852          | 14 km2     | Durame                |
| Hadero Tunto  | 98 375          | 160 666         | 190 km2    | Hadero, Tunto         |
| Kacha Bira    | 113 687         | 169 895         | 189 km2    | Shinshicho, Hobichaka |
| Kedida Gamela | 89 391          | 122 753         | 176 km2    | Adilo                 |
| Tembaro       | 105 573         | 147 876         | 340 km2    | Mudula, Kelata        |

La population recensée en 2007 dans les woredas de la future zone Kembata comprend 575 264 personnes.
En 2022, la population estimée dans le même périmètre atteint 873 545 personnes pour 1 016 km2 de superficie, soit une densité de population estimée à 860 personnes par km2 dans la zone Kembata.